# 게리 파머

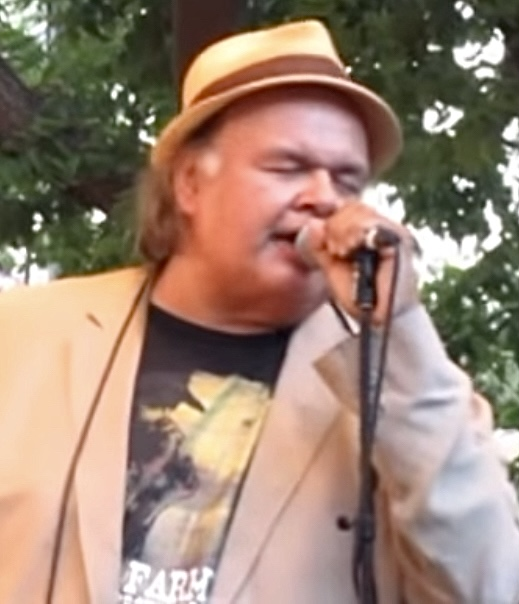

게리 파머(Gary Farmer, 1953년 6월 12일 ~ )는 캐나다의 배우, 영화 감독이다.

## 영화
- 퍼스트 카우 (2019년)
- 윈터 인 더 블러드 (2013년)
- 포에버랜드 (2011년)
- 캘리포니아 인디언 (2011년) - 리치 역
- 위험한 이웃 (2010년)
- 스윙 보트 (2008년)
- 인터벤션 (2007년)
- 엘리자 (2007년)
- 올 햇 (2007년)
- 원 나이트 위드 유 (2006년)
- 디서피어런스 (2006년)
- 3개의 주사기 (2005년)
- 에버그린 (2004년)
- The Republic of Love (2003) - 테드 역
- 올리버 트위스트 (2003년)
- 빅 엠프티 (2003년) - 인디언 밥 역
- 스킨스 (2002년)
- 어댑테이션 (2002년)
- 딜리버링 마일로 (2001년)
- 루트 666 (2001년)
- 스코어 (2001년) - 버트 역
- 리얼 킬러 (2000년)
- 스모크 시그널스 (1998년)
- 문샤인 하이웨이 (1996년)
- 크리프트 스토리 - 데몬 나이트 (1995년)
- 데드 맨 (1995년) - 노바디 역
- 헨리와 베린 (1994년)
- 수 시티 (1994년)
- 굿바이 마마 (1993년)
- 뱀파이어 캅 (1992년)
- 악의 꽃 (1992년)
- 다크 윈드 (1991년)
- 포에버 나이트 (1989년)
- 세인과 고속도로 (1989년)
- 여시장과 FBI (1989년)
- 아트 킬러 (1990, Still Life: The Fine Art of Murder)
- 빅 타운 (1987년)
- 크리스마스 이브 (1986년)
- 폴리스 아카데미 (1984년)
- 오버드론 앳 더 메모리 뱅크 (1983년)